# Ciudad Melchor Múzquiz
Ciudad Melchor Múzquiz es una localidad del estado mexicano de Coahuila. Es la cabecera del municipio de Múzquiz.

## Toponimia
El nombre de la población rinde homenaje a Melchor Múzquiz, presidente de México en 1832 y oriundo de la localidad.

## Historia
La localidad fue fundada en 1737 bajo el nombre de «Santa Rosa de Lima», por orden del virrey Juan Antonio de Vizarrón, que dos años antes solicitó la fundación de un presidio en la zona para contener los ataques de las tribus nómadas del norte. En 1740 la población fue trasladada a su ubicación actual, en el nacimiento del río Sabinas.
En 1850 la localidad de Santa Rosa de Lima fue rebautizada como «Villa de Múzquiz», en honor a Melchor Múzquiz, oriundo de la población y presidente de México en 1832. En 1925 obtiene la categoría de ciudad y es renombrada como  «Ciudad Melchor Múzquiz», en consonancia con su nuevo estatus jurídico.

## Clima
| Parámetros climáticos promedio de Muzquiz (DGE), Coahuila de Zaragoza (490 msnm) normales 1981–2010 | Parámetros climáticos promedio de Muzquiz (DGE), Coahuila de Zaragoza (490 msnm) normales 1981–2010 | Parámetros climáticos promedio de Muzquiz (DGE), Coahuila de Zaragoza (490 msnm) normales 1981–2010 | Parámetros climáticos promedio de Muzquiz (DGE), Coahuila de Zaragoza (490 msnm) normales 1981–2010 | Parámetros climáticos promedio de Muzquiz (DGE), Coahuila de Zaragoza (490 msnm) normales 1981–2010 | Parámetros climáticos promedio de Muzquiz (DGE), Coahuila de Zaragoza (490 msnm) normales 1981–2010 | Parámetros climáticos promedio de Muzquiz (DGE), Coahuila de Zaragoza (490 msnm) normales 1981–2010 | Parámetros climáticos promedio de Muzquiz (DGE), Coahuila de Zaragoza (490 msnm) normales 1981–2010 | Parámetros climáticos promedio de Muzquiz (DGE), Coahuila de Zaragoza (490 msnm) normales 1981–2010 | Parámetros climáticos promedio de Muzquiz (DGE), Coahuila de Zaragoza (490 msnm) normales 1981–2010 | Parámetros climáticos promedio de Muzquiz (DGE), Coahuila de Zaragoza (490 msnm) normales 1981–2010 | Parámetros climáticos promedio de Muzquiz (DGE), Coahuila de Zaragoza (490 msnm) normales 1981–2010 | Parámetros climáticos promedio de Muzquiz (DGE), Coahuila de Zaragoza (490 msnm) normales 1981–2010 | Parámetros climáticos promedio de Muzquiz (DGE), Coahuila de Zaragoza (490 msnm) normales 1981–2010 |
| Mes                                                                                                 | Ene.                                                                                                | Feb.                                                                                                | Mar.                                                                                                | Abr.                                                                                                | May.                                                                                                | Jun.                                                                                                | Jul.                                                                                                | Ago.                                                                                                | Sep.                                                                                                | Oct.                                                                                                | Nov.                                                                                                | Dic.                                                                                                | Anual                                                                                               |
| --------------------------------------------------------------------------------------------------- | --------------------------------------------------------------------------------------------------- | --------------------------------------------------------------------------------------------------- | --------------------------------------------------------------------------------------------------- | --------------------------------------------------------------------------------------------------- | --------------------------------------------------------------------------------------------------- | --------------------------------------------------------------------------------------------------- | --------------------------------------------------------------------------------------------------- | --------------------------------------------------------------------------------------------------- | --------------------------------------------------------------------------------------------------- | --------------------------------------------------------------------------------------------------- | --------------------------------------------------------------------------------------------------- | --------------------------------------------------------------------------------------------------- | --------------------------------------------------------------------------------------------------- |
| Temp. máx. abs. (°C)                                                                                | 39                                                                                                  | 44                                                                                                  | 42                                                                                                  | 43                                                                                                  | 45                                                                                                  | 44                                                                                                  | 43                                                                                                  | 42                                                                                                  | 43                                                                                                  | 42                                                                                                  | 40                                                                                                  | 40                                                                                                  | 45                                                                                                  |
| Temp. máx. media (°C)                                                                               | 20.4                                                                                                | 22.8                                                                                                | 26.8                                                                                                | 30.8                                                                                                | 33.3                                                                                                | 35.4                                                                                                | 35.4                                                                                                | 35.8                                                                                                | 32.5                                                                                                | 28.9                                                                                                | 24.5                                                                                                | 20.7                                                                                                | 28.9                                                                                                |
| Temp. media (°C)                                                                                    | 11.6                                                                                                | 13.8                                                                                                | 17.5                                                                                                | 21.7                                                                                                | 25.6                                                                                                | 28.2                                                                                                | 28.4                                                                                                | 28.4                                                                                                | 25.3                                                                                                | 20.9                                                                                                | 15.6                                                                                                | 11.9                                                                                                | 20.7                                                                                                |
| Temp. mín. media (°C)                                                                               | 2.7                                                                                                 | 4.7                                                                                                 | 8.1                                                                                                 | 12.6                                                                                                | 17.9                                                                                                | 21.0                                                                                                | 21.4                                                                                                | 21.1                                                                                                | 18.0                                                                                                | 12.9                                                                                                | 6.7                                                                                                 | 3.1                                                                                                 | 12.5                                                                                                |
| Temp. mín. abs. (°C)                                                                                | -8                                                                                                  | -8                                                                                                  | -6                                                                                                  | -1                                                                                                  | 4                                                                                                   | 2                                                                                                   | 2                                                                                                   | 2                                                                                                   | 2                                                                                                   | 0                                                                                                   | -5                                                                                                  | -13                                                                                                 | -13                                                                                                 |
| Precipitación total (mm)                                                                            | 25.9                                                                                                | 17.7                                                                                                | 17.9                                                                                                | 43.3                                                                                                | 76.2                                                                                                | 73.2                                                                                                | 91.1                                                                                                | 74.1                                                                                                | 82.1                                                                                                | 49.3                                                                                                | 20.8                                                                                                | 14.2                                                                                                | 585.8                                                                                               |
| Fuente: Servicio Meteorológico Nacional                                                             | | | | | | | | | | | | | |

## Demografía
| Gráfica de evolución demográfica |
|                                  |

| Censo | Población |
| ----- | --------- |
| 1900  | 4 622     |
| 1910  | 5 012     |
| 1921  | 5 186     |
| 1930  | 5 956     |
| 1940  | 7 040     |
| 1950  | 8 225     |
| 1960  | 12 971    |
| 1970  | 18 868    |
| 1980  | 22 115    |
| 1990  | 29 819    |
| 2000  | 32 094    |
| 2010  | 35 060    |
| 2020  | 38 992    |